# Wang Zhiming

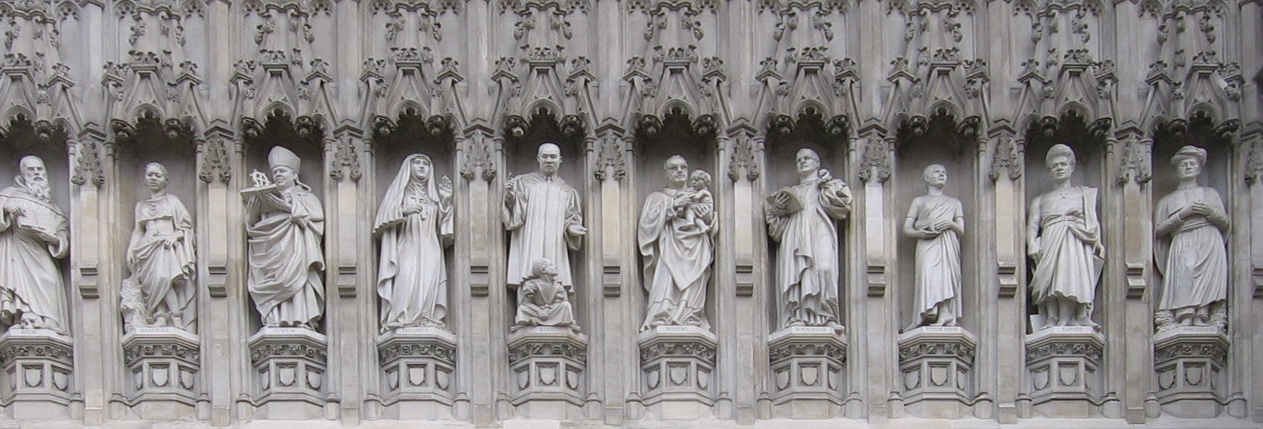
Les martyrs du XXe siècle sur le portail de l'abbaye de Westminster : Maximilien Kolbe, Manche Masemola, Janani Luwum, Élisabeth de Russie, Martin Luther King, Óscar Romero, Dietrich Bonhoeffer, Esther John, Lucian Tapiedi et Wang Zhiming.

Wang Zhiming (王志明 ; 1907 – 29 décembre 1973) est un pasteur miao, peu connu en dehors de sa région natale du comté de Wuding, dans le Yunnan, en Chine, au moment de son exécution le 29 décembre 1973.
En 1981, il est devenu le seul martyr chrétien de la Révolution culturelle chinoise à avoir un monument érigé sur son lieu d'inhumation. En 1988, il est l'un des dix martyrs chrétiens du XXe siècle représentés sur le Grand Portail de l'abbaye de Westminster à Londres. Ces statues représentent ceux qui ont perdu leur vie au nom du Christ pendant le siècle qui a vu le plus grand nombre de martyrs de l'histoire de l'Église (ce type d'affirmations aurait besoin d'être sourcée)

## Vie
Wang Zhiming est né à Wuding en 1907, un an après l'arrivée des missionnaires chrétiens Samuel Pollard, Arthur G. Nicholls, George E. Metcalf et Gladstone Porteous. En 1949, 130 000 protestants, environ 20 % du total alors en Chine, se trouvaient parmi les minorités du Yunnan. 
Wang a fait sa scolarité dans les écoles chrétiennes avant d'enseigner lui-même dans l'une d'entre elles pendant dix ans. En 1944 il était élu principal du conseil paroissial de Wuding, où il sera ordonné en 1951 à l'âge de 44 ans. Pendant les années 1950, Wang a été l'un des six leaders chrétiens miao qui ont accepté certaines des demandes du nouveau gouvernement en signant le Manifeste des Trois Autonomies.
Néanmoins Wang Ziming refusait de participer aux réunions de délation qui avaient pour objet d'humilier les propriétaires terriens, en disant : « Mes mains ont baptisé de nombreux convertis et ne doivent pas être utilisées pour des péchés. » C'est sans doute pourquoi, bien avant la Révolution culturelle, Wang fut dénoncé comme contre-révolutionnaire.

## Martyre
Pendant la Révolution culturelle (1966–1976), au moins 21 responsables chrétiens de Wuding ont été emprisonnés, et de nombreux autres ont été envoyés dans des camps, dénoncés ou frappés. 
En 1969, Wang Zhiming, sa femme et ses enfants sont arrêtés. Le 29 décembre 1973, Wang est exécuté dans un stade devant plus de 10 000 personnes. La foule, en grande partie chrétienne, s'en prend aux officiels qui dirigent l'exécution.

## Héritage
Après la Révolution culturelle, les officiels du parti ont tenté d'apaiser les Miao en offrant une compensation de 1 300 yuans (alors 250 dollars américains) à la famille de Wang. 
Quand Wang Zhiming a été arrêté, il y avait environ 2 800 chrétiens à Wuding. En 1980, l'église compte 12 000 fidèles et Wuding compte aujourd'hui 30 000 chrétiens et plus de 100 lieux de culte. Des persécutions sporadiques de chrétiens continuent à avoir lieu à Wuding.